# Jack Paar
Jack Harold Paar (Canton, Ohio; 1 de mayo de 1918-Greenwich, Connecticut; 27 de enero de 2004) fue un comediante de radio y televisión y presentador de televisión estadounidense, cuyo trabajo más conocido fue el llevado a cabo en The Tonight Show.

## Radio y cine
Su verdadero nombre era Jack Harold Paar, y nació en Canton, Ohio. Sus padres eran Howard y Lillian M. Paar. Siendo niño, su familia se trasladó a vivir a Jackson, Míchigan. Paar dejó la escuela a los 16 años de edad, y trabajó por primera vez para la radio haciendo publicidad en la WIBM de Jackson, para más adelante trabajar como disc jockey y humorista en emisoras del Medio Oeste, incluyendo la WJR de Detroit, la WIRE de Indianápolis, la WGAR de Cleveland (Ohio) y la WBEN de Búfalo (Nueva York). 
Durante la Segunda Guerra Mundial formó parte de una compañía de servicios especiales entreteniendo a la tropa en el Pacífico Sur, actuando como un inteligente y chistoso maestro de ceremonias, aunque en más de una ocasión, sus pullas a los oficiales estuvieron a punto de ocasionarle problemas. Tras la guerra, llamó la atención de RKO Radio Pictures, que le contrató para ser maestro de ceremonias de Variety Time (1948), una compilación de números de vodevil. El estudio, intentando decidir sobre qué personajes podía interpretar para la gran pantalla, comparaba a Paar con otras de las estrellas de RKO. Finalmente, según Paar, uno de los ejecutivos tuvo una inspiración, y pensó que Jack Paar era un cálido Kay Kyser. Paar proyectaba una personalidad simpática, y RKO le hizo presentar otro show de vodevil, Footlight Varieties (1951). Además de ello, Paar intervino en algunos filmes, incluyendo un papel junto a Marilyn Monroe en Love Nest (1951). 
Al igual que sus compañeros humoristas Steve Allen y Henry Morgan, Paar estaba interesado en el cine pero se encontraba más a gusto tras el micrófono de un estudio. Su gran oportunidad llegó cuando Jack Benny, que había quedado impresionado por el trabajo de Paar mientras se encontraba en Guadalcanal en 1945, decidió que le sustituyera en la NBC en el verano de 1947.
Paar volvió a la radio en 1950, presentando una temporada de The $64,000 Question, dejándolo en 1951 por problemas con el patrocinador, siendo sustituido por Phil Baker. Sus primeros contactos con la televisión llegaron a principios de la década de 1950, actuando como cómico en The Ed Sullivan Show, y presentando dos concursos, Up To Paar (1952) y Bank on the Stars (1953), antes de presentar The Morning Show (1954) en la CBS. En 1956 presentó el programa radiofónico The Jack Paar Show en la cadena ABC. 
Paar se casó dos veces con su primera esposa, Irene Paar. La pareja se divorció dos veces. Se casó una tercera vez en 1943, con su segunda esposa, Miriam Wagner, con la que permaneció unido casi 61 años, hasta la muerte de él en 2004. (Ella actuó en el show radiofónico de Paar en 1956–57, en la ABC, junto a su hija Randy.)

## The Tonight Show
El continuo apoyo de Jack Benny a Paar impresionó tanto a la NBC que, finalmente, recibió la guinda de su carrera: una oferta para suceder a Steve Allen como presentador de The Tonight Show. Presentó el programa entre 1957 y 1962, y al principio fue llamado "Tonight Starring Jack Paar", pasando a ser The Jack Paar Show a partir de 1959. El 19 de septiembre de 1960 se convirtió en uno de los primeros programas grabados en color. 
Fue durante la permanencia de Paar cuando The Tonight Show se convirtió en un monstruo del entretenimiento. Johnny Carson aparte, Paar generó la más obsesiva fascinación y curiosidad por parte del público y de la prensa hacia el presentador del show. Paar se esforzó en utilizar la conversación convincente y el humor, con invitados con tendencia a contar anécdotas como Peter Ustinov o intelectuales como William F. Buckley, Jr., frente a actores o intérpretes interesados únicamente en vender su trabajo. 
Además, se rodeó de un grupo memorable de regulares y semi-regulares, entre ellos Cliff Arquette (como "Charlie Weaver"), el autor e ilustrador Alexander King, Tedi Thurman (la seductora "Miss Monitor" de la NBC) y las actrices cómicas Peggy Cass y Dody Goodman. En 1959, el escritor de gags de Paar, Jack Douglas, se convirtió en un autor de superventas (My Brother Was an Only Child, A Funny Thing Happened to Me on the Way to the Grave: An Autobiography) gracias a su trabajo en el programa. 
Durante esa época, Paar también intervino ocasionalmente en los concursos televisivos Password y What's My Line?.

### Controversia
En 1959 fue criticado por su entrevista a líder cubano Fidel Castro. A finales de ese año, durante un gira del programa por la Costa Oeste, Paar volvió a ser noticia al pedir al visiblemente ebrio Mickey Rooney que abandonara el programa. Dos años más tarde retransmitió su show desde Berlín, justo cuando el Muro de Berlín se estaba construyendo. Paar también entabló diversos pleitos, uno de ellos con la estrella de la CBS Ed Sullivan, y otro con Walter Winchell. El último acabó con la carrera de Winchell, e iniciando el trasvase del poder desde el medio escrito a la televisión.

## Paso a máxima audiencia
La gran entrega de Paar en su programa dificultaba que un show diario de 90 minutos durase mucho tiempo. Paar se dio cuenta de que no podía seguir con The Tonight Show, por lo que intervino por última vez en el mismo el 29 de marzo de 1962. Sin embargo, la NBC no quería que pasara a otras cadenas, por lo que le ofreció un programa semanal en horario de máxima audiencia, dándole carta blanca para dar contenido al nuevo show. Paar accedió, decidiendo hacer una leve variación de su programa nocturno.
Ese otoño empezó a presentar un programa en la NBC titulado The Jack Paar Program. Entre sus logros figura el presentar al grupo musical The Beatles a la audiencia televisiva americana mediante filmaciones alquiladas a la BBC. En su programa Paar utilizaba material filmado en diversos lugares del mundo, utilizando viajes llevados a cabo por invitados como Arthur Godfrey o el mismo Paar (hizo, por ejemplo, varias visitas con Albert Schweitzer en Gabón, y con Mary Martin en Brasil). 
Este show de Paar se mantuvo en antena tres años, y en él intervinieron invitados como Brother Dave Gardner, Peter Ustinov, el hermano de Lawrence de Arabia, Richard Burton, Oscar Levant, Lowell Thomas, Cassius Clay, Judy Garland, Jonathan Winters, Woody Allen, Bill Cosby, Bette Davis, Robert Morley, Cliff Arquette (como Charlie Weaver), Dick Gregory, y otros muchos. El programa finalizó el 25 de junio de 1965.

## Últimos años de carrera
Paar volvió en 1973 para presentar un nuevo programa en la cadena ABC, Jack Paar Tonight. En esta serie debutó el cómico Freddie Prinze. El programa se mantuvo en antena un año.
En 1986, NBC emitió un especial titulado Jack Paar Comes Home, y al año siguiente otro más, Jack Paar Is Alive and Well. Ambas producciones se realizaron en buena parte gracias a extractos del programa de máxima audiencia de Paar.

## Fallecimiento
La salud de Paar empeoró a finales de los años noventa. Aun así, Paar hizo algunas intervenciones como invitado en The Tonight Show (presentado por Johnny Carson y Jay Leno) y Late Night with David Letterman, así como en el programa de Charles Grodin para la CNBC. Jack Paar falleció en su domicilio en Greenwich (Connecticut) el 27 de enero de 2004. Hacía tiempo que sufría una mala salud, habiendo sido sometido a cirugía coronaria en 1998. También sufrió un ictus un año antes de morir. Sus restos fueron incinerados. 

## Audio
- Jack Paar Show Podcast 1947-06-01 Disagreement in the Shade - guest Dennis Day (Jack's inaugural show) Archivado el 4 de marzo de 2016 en Wayback Machine.
- Jack Paar and Jack Haskell sing the Tonight theme, "I-M-4-U" by Jose Melis